# Malta-Flockenblume
Die Malta-Flockenblume (Centaurea melitensis) ist eine Pflanzenart aus der Gattung der Flockenblumen (Centaurea) in der Familie der Korbblütler (Asteraceae). Sie ist ursprünglich im Mittelmeerraum verbreitet und in vielen Gebieten der Welt ein Neophyt.

## Beschreibung

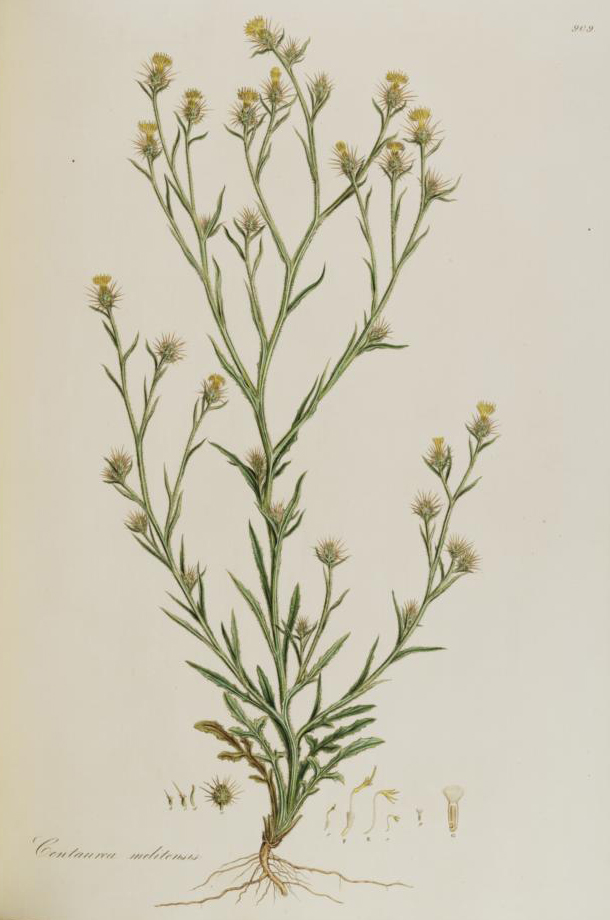
Illustration

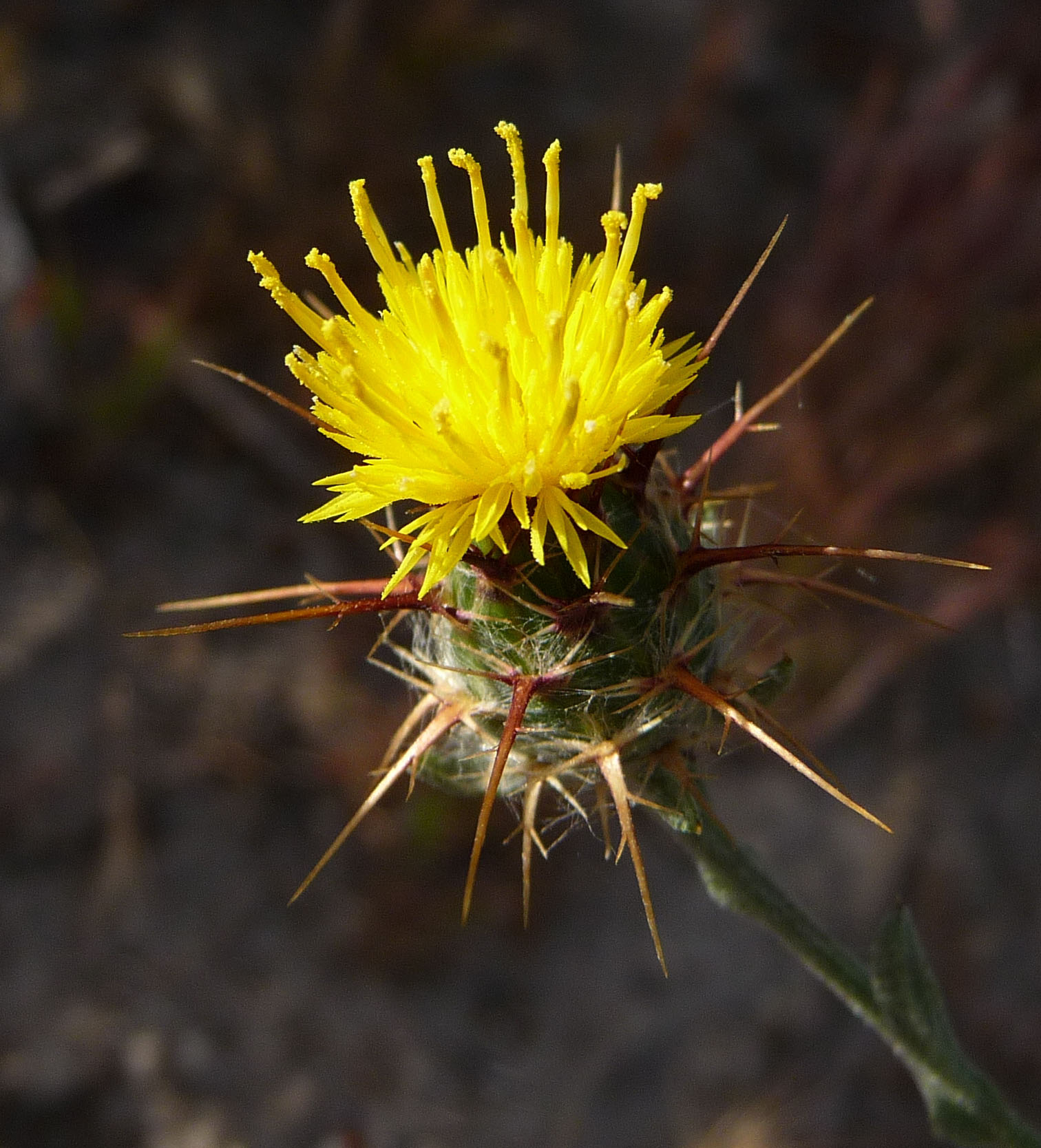
Blütenkorb mit lang bedornten Hüllblättern

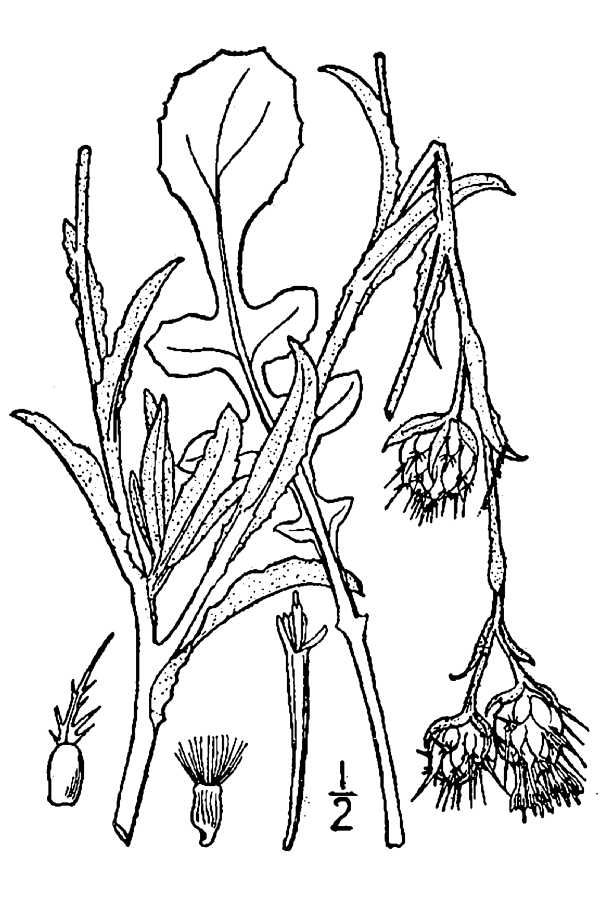
Illustration

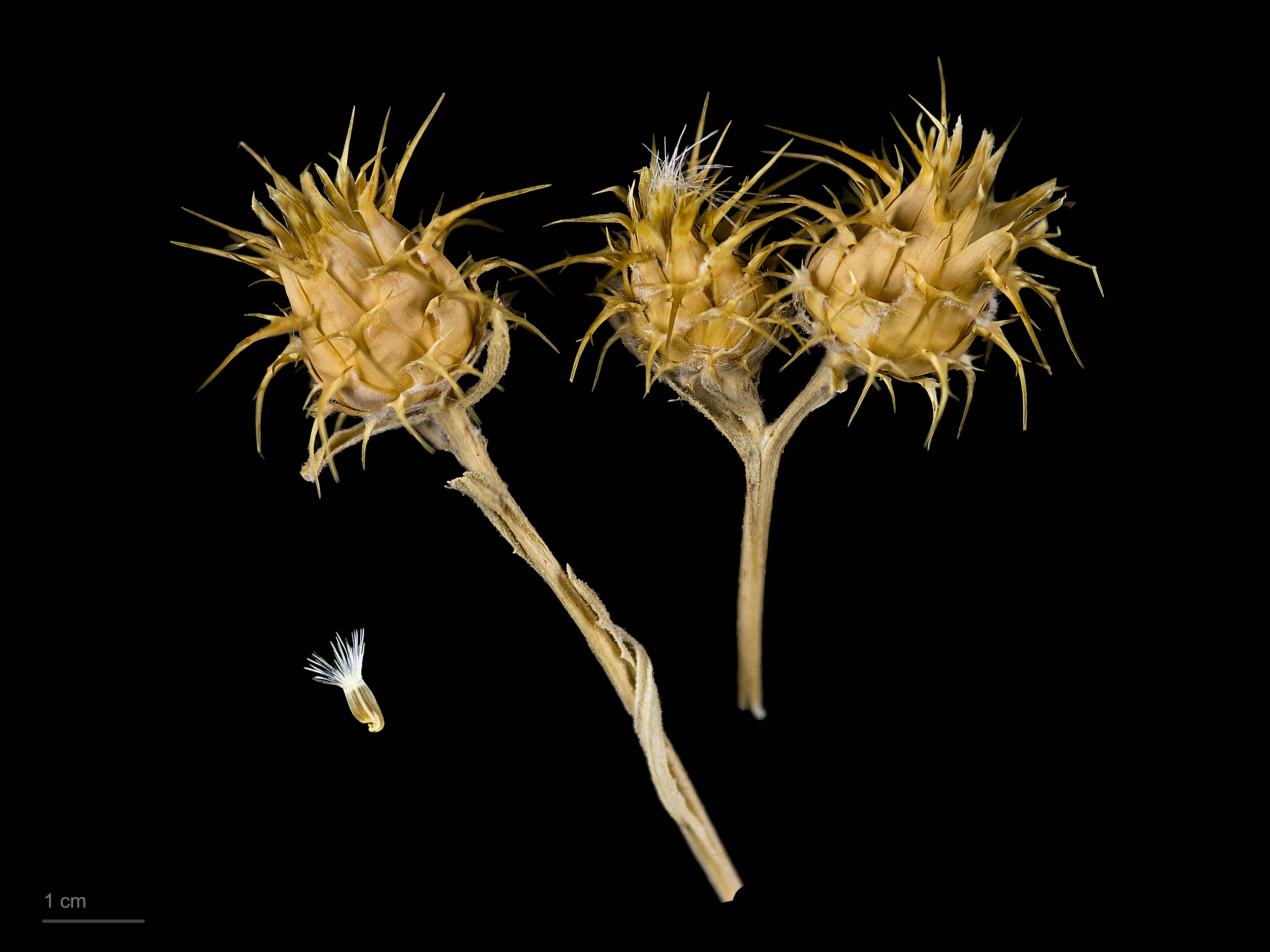
Fruchtstände und Achäne mit Pappus

### Vegetative Merkmale
Die Malta-Flockenblume ist eine ein- bis zweijährige krautige Pflanze, die Wuchshöhen von 30 bis 60 Zentimetern erreicht. Die oberirdischen Pflanzenteile sind grün, rauhaarig. Der aufrechte, oben verzweigte Stängel ist geflügelt.
Die Grundblätter haben eine Länge von bis zu 8 Zentimetern, sind fiederschnittig und haben an jeder Seite vier bis fünf Abschnitte. Die Stängelblätter sind weniger geteilt, stängelumfassend und haben einen herablaufenden Grund. 

### Generative Merkmale
Die Blütezeit reicht von April bis August. Die Blütenkörbe sind einzeln oder in Knäueln zu zweit bis fünft an den Enden der Zweige angeordnet. Am Grund oder in der unteren Hälfte des Stängels befinden sich oft achselständige Körbe mit kleistogamen Blüten. Die Hülle ist bei einem Durchmesser von bis zu 9 Millimetern birnenförmig. Die Hüllblätter sind dachziegelig angeordnet und haben am oberen Ende einen kräftigen, bis zu 12 Millimeter langen Dorn, an den Seiten sind jeweils zwei bis sechs kürzere Dornen vorhanden. Die Blüten sind alle röhrenförmig, fünfzipflig, gelb und dicht mit sitzenden Drüsen bedeckt. Die äußeren Blüten sind steril und vergrößert, die inneren fertil und klein.
Die Achäne ist bis zu 2,5 Millimeter lang.

### Chromosomensatz
Die Chromosomenzahl beträgt 2n = 24.

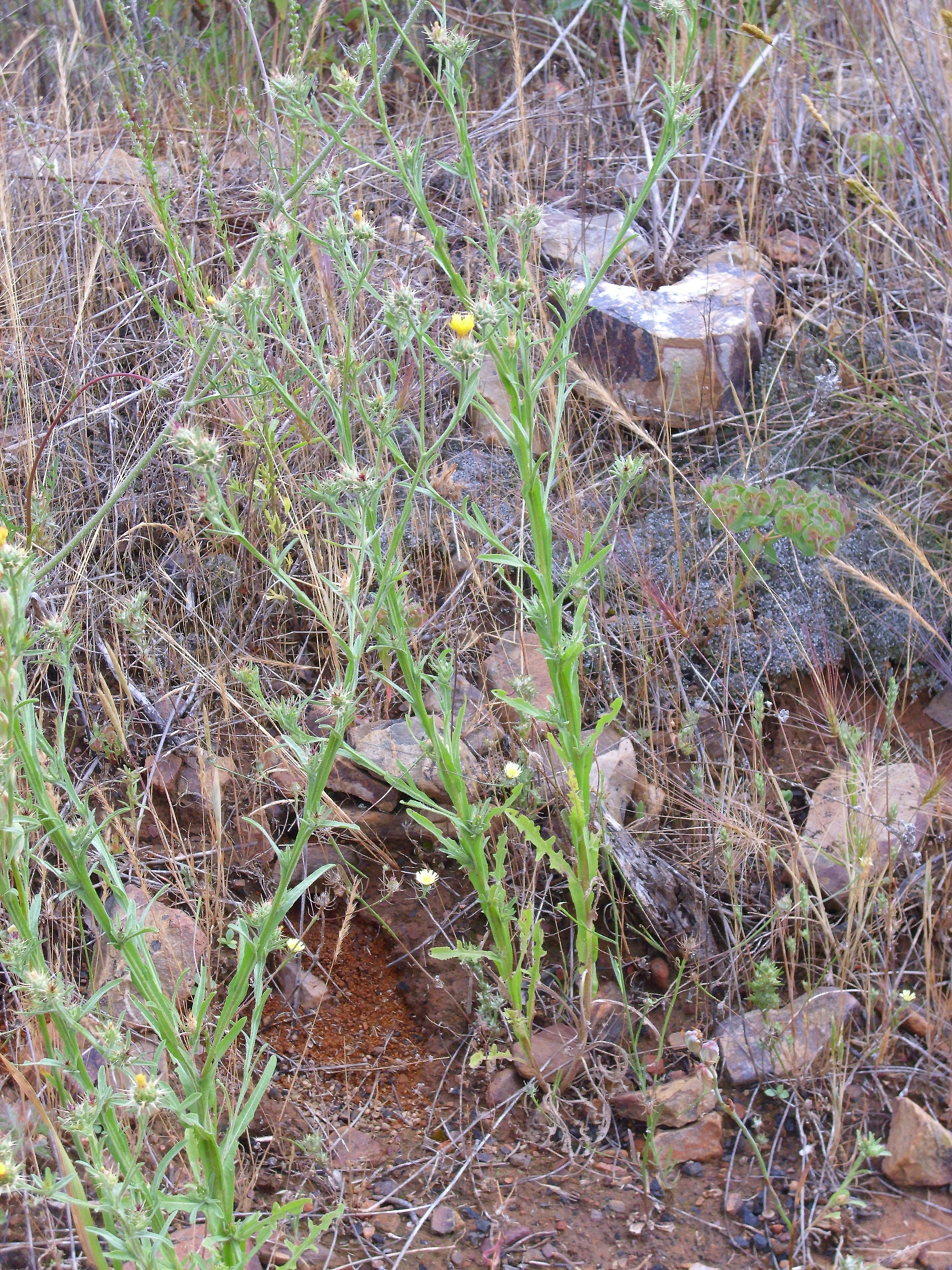
Habitus im Habitat

## Vorkommen
Das natürliche Verbreitungsgebiet der Malta-Flockenblume erstreckt sich über der Mittelmeerraum mit Lücken im Osten und Nordosten. Das ursprüngliche Verbreitungsgebiet erstreckt sich von Marokko, Algerien, Tunesien und Libyen bis Portugal, Spanien, Frankreich, Italien, Kroatien, Bosnien-Herzegowina, Montenegro und Griechenland. Unbeständige Vorkommen gibt es auch in Mittel- und Westeuropa. Sie fast weltweit in Regionen mit mediterranem oder subtropischem Klima nämlich in Makaronesien, im östlichen, nordöstlichen und südlichen Afrika, in Australien, Neuseeland, in Nord- und Südamerika, in Hawaii und in Neukaledonien ein Neophyt.
Sie wächst auf Ödland und an Wegrändern.

## Taxonomie
Die Malta-Flockenblume wurde 1753 von Carl von Linné in Species Plantarum, Tomus 2, S. 917 erstbeschrieben. Melite war der griechische Name der Insel Malta.

## Belege